# Timothy Jones
Timothy David Jones (Harare, 1 augustus 1975) is een Zimbabwaans voormalig wielrenner. In 1998 werd hij Zimbabwaans kampioen tijdrijden.
Jones is de zwager van de Italianen Antonio en Ivan Fanelli en een neef van de Zimbabwaanse mountainbiker Warren Carne.

## Belangrijkste overwinningen
1998
- Zimbabwaans kampioen tijdrijden, Elite
- 4e etappe Ronde van de Kaap
- Eindklassement Ronde van de Kaap

1999
- 5e etappe Ronde van Slovenië
- Eindklassement Ronde van Slovenië

2001
- Ronde van de Etna

2003
- 3e etappe Wielerweek van Lombardije

## Resultaten in voornaamste wedstrijden
| Jaar | Ronde van Italië | Ronde van Frankrijk | Ronde van Spanje |
| ---- | ---------------- | ------------------- | ---------------- |
| 2001 | 73e              |                     |                  |

| Jaar | Milaan-San Remo |
| ---- | --------------- |
| 2001 | 115e            |

Wielerploegen van Timothy Jones
Arazzi ·
Baldo ·
Berzin ·
Bosi ·
Gadenz ·
Gobbi ·
D. Gualdi ·
M. Gualdi ·
Jones ·
Kadlec ·
Lelekin ·
Manzoni ·
Masciarelli (tot 30/05) ·
Miorin ·
Ongarato ·
Parfimovitsj ·
Quaranta ·
Recinella ·
Roux (tot 15/04) ·
Scotti (tot 30/04) ·
Serina ·
Valoti ·
Brendolin (stagiair) ·
Vecchi (stagiair)
Berzin (tot 30/04) ·
Bosi ·
Bracci ·
Brendolin ·
Castellan ·
Di Biase ·
Fois ·
Gadenz ·
Girardello (tot 15/06) ·
Gobbi ·
González ·
Gualdi ·
Jones ·
Kadlec ·
Lelekin ·
Massi ·
Miorin ·
Murn ·
Ongarato ·
Recinella ·
Strazzer ·
Trombetta ·
Vecchi
Bouchard-Hall (tot 09/06)·
Danielson ·
Flynn ·
Fraser ·
Houck ·
Ibarra ·
Jankowiak ·
B. Jones ·
T. Jones ·
Lechuga (tot 31/03) ·
Miller ·
Moninger (tot 10/08) ·
Sayers ·
Sbeih ·
Stojanov ·
Swiggers ·
Vogels ·
Wherry ·
Wren ·
Zajicek ·
Zárate
Astolfi ·
Bennati · 
Cardellini · 
Cipollini  ·
Colombo · 
Derganc ·
Gasperoni ·
Gentili ·
Giunti ·  
González · 
Jones · 
Kolobnev ·
Lobato · 
Lombardi ·
Marinangeli ·
Martín ·
Mondini ·  
Ongarato · 
Pospjejev · 
Scarponi ·
Scirea ·
Secchiari ·
Simeoni ·
Valoti ·
Di Nucci (stagiair) ·
Garbelli (stagiair)
Aug ·
Bajenov · 
Cardellini · 
Cipollini ·
Clinger ·
Colombo · 
Derganc ·
Fagnini ·
Failli ·
Fischer ·
Galletti ·
Gentili ·
Giunti ·  
Iannetti ·
Jones · 
Kolobnev · 
Lombardi ·
Marinangeli ·
Mori ·  
Naudužs ·
Scarponi ·
Scirea ·
Secchiari ·
Simeoni ·
Valoti ·
Agnoli (stagiair) ·
De Fino (stagiair)
Betts ·
Bosisio ·
Davis ·
Fajt · 
Frattini ·
Ginestri ·
Jones ·
Klemenčič · 
McPartland ·
Murro · 
Pietropolli ·  
Podgornik · 
Rogina ·
Serina ·
Tonetti · 
Guidi (stagiair)  